# Цецилій Стацій
Цецилій Стацій (лат. Caecilius Statius, 220—166 роки до н. е.) — давньоримський письменник, драматург, один з представник та творців давньоримської «комедії плаща» на рівні з Плавтом та Теренцієм.

## Життєпис
За походженням Стацій був галлом-інсумбром. Народився ймовірно поблизу від сучасного Мілану. Після захоплення римлянами Цизальпійської Галлії у 222 році він потрапив у рабство. Десь у 200 році як раб переїхав до Риму. Він належав знатної родини Цециліїв. Через деякий час (коли невідомо) його було відпущено на волю з іменем Цецилій Стацій.
Після звільнення більшу частину життя Цецилій присвятив створенню комедій. Він оселився разом з іншим відомим письменником Квінтом Еннієм в одному будинку. Свою літературну діяльність Цецилій Стацій розпочав у 190 році до н. е. ще за життя Плавта. Перші кроки у драматургійній справі Стація були невдалими. Можливо тому, що в цей час царював Плавт. Втім Цецилій знайшов підтримку з боку директора трупи Амбівія Турпіона, відомого на той час актора, який підтримував автора-початківця. Через деякий час комедії Стація стали шануватися.
Даних щодо останніх років життя немає.

## Творчість
Практично жодної з комедій Цецилія Стація не дійшло до тепер. Невідома навіть кількість його комедій. Є дані лише про дві: «Друзі юності» та «Намисто». Писав Стацій латиною. У деяких випадках використовував аттичну комедію. Проте це була літературна обробка сюжету, а не копіювання. Робив з неї переклади. Загалом античні автори — Цицерон, Варрон, Авл Геллій, Гай Веллей Патеркул — давали гарну відозву стосовно творів Цецилія Стація.
Використовував Цецилій ямбічний та трохаїчний септенарій, кретики. Він наслідував пісенний характер латинської комедії на противагу розмовній грецькій.